# Bilet powrotny
Bilet powrotny – polski film psychologiczny z 1978 roku na podstawie opowiadania Jerzego Stefana Stawińskiego I będzie miał dom.

## Fabuła
Antonina, młoda kobieta ze wsi, postanawia wyjechać do Kanady i zarobić pieniądze na budowę domu w mieście, pragnie bowiem spełnić marzenia ukochanego jedynaka. Życie za oceanem oszałamia ją i przeraża. Wszystko wydaje się jej inne, obce i ogromne. Wuj Józef, od lat zamieszkały w Kanadzie, przyjmuje ją wystawnie i z przepychem. Ten siedemdziesięcioletni mężczyzna widzi w młodej, dorodnej siostrzenicy pociągającą kobietę. Chce się z nią ożenić, ale Antonina zdecydowanie odmawia. Zdobycie pieniędzy na upragniony dom wcale nie jest takie proste. Odtrącony wuj okazuje się sknerą. Nowym kandydatem do ręki Antoniny jest Pierre, farmer z sąsiedztwa. Tym razem bohaterka ulega, widząc w związku szansę szybkiego wzbogacenia się. Spotyka ją jednak zawód. Farma Pierre’a jest zapuszczona, a jej utrzymanie wymaga ogromnej pracy. Antoninie udaje się przywrócić porządek w zaniedbanym od lat gospodarstwie, lecz pożycie z mężem nie układa się najlepiej. Pierre zachowuje się jak tyran, zmuszając kobietę do ciężkiej pracy, sam całymi dniami popija whisky. Antonia ukradkiem wysyła synowi pieniądze na budowę domu. Ze zdjęć i listów jest na bieżąco informowana o postępie prac budowlanych. Gdy Pierre dowiaduje się, że jego żona wysyła za granicę pieniądze, doprowadza do dramatycznej kłótni. Wpada w szał, demoluje mieszkanie, próbuje zabić żonę i popełnia samobójstwo.
Antonina wraca do kraju na wpół sparaliżowana. W nowym osiedlu domków jednorodzinnych odnajduje syna. Niestety, okazuje się, że to nie koniec jej kłopotów.

## Obsada
- Anna Seniuk – Antonina
- Leszek Herdegen – Pierre
- Henryk Bąk – Józef, wuj Antoniny
- Zofia Saretok – Zośka, siostra Antoniny
- Janusz Andrzejewski – Marek, syn Antoniny
- Janusz Kłosiński – majster
- Robert Rogalski – gość na weselu Antoniny i Pierre’a
- Janusz Paluszkiewicz – gość na weselu Antoniny i Pierre’a
- Elżbieta Borkowska-Szukszta – gość na weselu Antoniny i Pierre’a
- Henryk Dudziński – sąsiad Antoniny[1]